# 阿部重夫
阿部 重夫（あべ しげお、1948年- ）は、日本のジャーナリスト、元日本経済新聞記者、ケンブリッジ大学元客員研究員。

## 概要
東京都で生誕。父の意向した東京大学法学部を忌避し、1973年に東京大学文学部社会学科を卒業し、 日本経済新聞社に入社、社会部へ配属された。1987年に金融部に異動。1990年から論説委員（デスク）兼編集委員。1980年代はサンリオSF文庫でのフィリップ・K・ディック訳者だった。2010年代にハヤカワ文庫他で再び訳を行っている。
1992年と1994年にそれぞれ調査報道のスクープで日本新聞協会賞を受賞。1995～98年に欧州総局ロンドン駐在編集委員。1998年の帰国後は日経BP社に出向、「日経ベンチャー」編集長となった。
日本経済新聞社を退社後は、イギリスのケンブリッジ大学客員研究員（Visiting Scholar）となった。
1999～2003年に月刊誌 選択の編集長&副社長となり、古巣の日本経済新聞社の社長の公私混同を追及した。
2005年11月に ファクタ出版株式会社を設立し、翌2006年4月に調査報道を主眼とする月刊誌FACTAを創刊した。同誌で電通利権の追及やオリンパス、東芝の不正経理事件など調査報道をしたが、病を患った。2019年8月末に同社を退社した。同年10月にオピニオン誌「 Σtoica」を設立し、発行編集人となった。2021年からΣtoicaはオンライン報道へ移行した。